# Pueblo chocho
El pueblo Runixa ngiigua  "los que hablan el idioma", también llamado chocho, chocholteco, chocholteca encuentra ubicado en la mixteca alta, en el estado de Oaxaca, México.

## Territorio

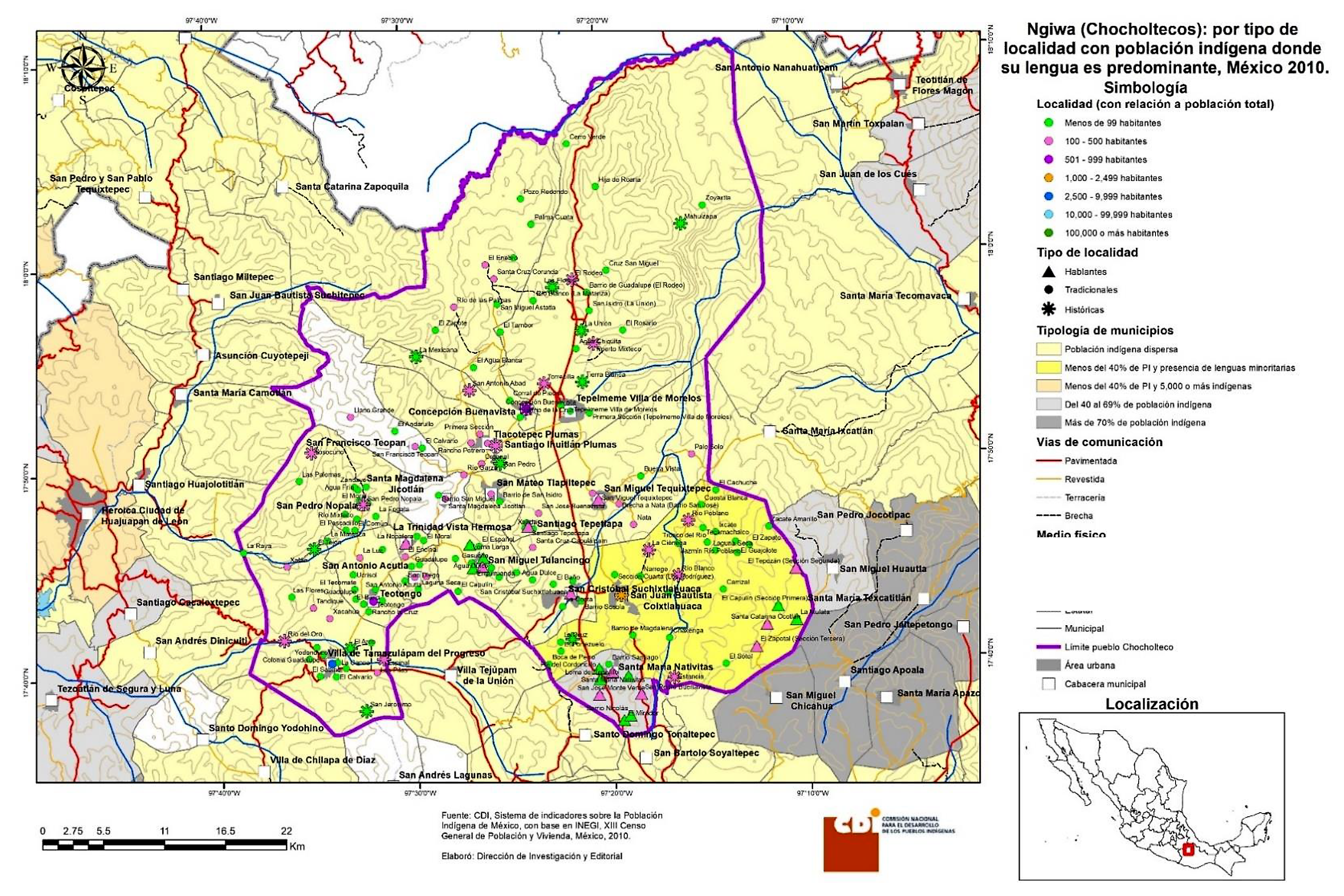
Límite Pueblo Chocholteco

### Localización
En la actualidad los chocholtecas se ubican en La Mixteca, en una microrregión formada por 13 municipios del distrito de Coixtlahuaca: 
- Tepelmeme Villa de Morelos.
- Concepción Buenavista
- San Juan Bautista Coixtlahuaca
- San Miguel Tequixtepec
- Santiago lhuitlán Plumas
- Santa María Nativitas
- San Miguel Tulancingo
- Santa Magdalena Jicotlán
- San Francisco Teopan
- San Cristóbal Suchixtlahuaca
- Tlacotepec Plumas
- San Mateo Tlapiltepec
- Santiago Tepetlapa

Y cuatro del distrito de Teposcolula: 
- Teotongo
- La Trinidad Vista Hermosa
- San Antonio Acutla
- San Pedro Nopala.

El territorio de la microrregión chocholteca está formado en su mayoría por cadenas montañosas con pendientes escarpadas, cuya altura alcanza los 3 000 m s. n. m. También está formada por extensos lomeríos con desniveles fuertes y suaves, y por pequeñas llanuras. Casi toda la superficie tiene altitudes que varían de los 2 000 hasta los 3 000 m de altura.
Ahora bien, en el territorio chocholteco nacen dos cuencas hidrológicas muy importantes: la del Río Papaloapan hacia el este, que desemboca en el Golfo de México, y en dirección oeste la cuenca del Río Balsas cuya vertiente llega al Océano Pacífico.
Se pueden identificar dos llanuras en la cuenca del Papaloapan, una en el sector norte (que se extiende de Jicotlán a Tepelmeme), la del sector sur que va de San Miguel Tequixtepec a Santa María Natívitas y la del valle de TamazulápamTeotongo-Tejupan en el sector poniente del territorio Ngiwa o Chocholteco.
Resultado de la deforestación que ha ido avanzando y que no ha sido posible contrarrestar en el área Mixteca, las lluvias se han hecho más escasas en los últimos años. Consecuencia de ello se resienten más los efectos de la sequía y los cultivos de granos básicos, que en su mayoría son de temporal, resultan cada vez más irregulares, llegando a perderse la totalidad de las siembras de maíz, trigo, frijol, haba y cebada.
El clima  es predominantemente seco debido a la circulación atmosférica, que influye sobre toda la Mixteca. Además, las variaciones climatológicas registradas entre las diferentes estaciones del año son extremosas: 36 °C en primavera y alrededor de 3 °C en invierno.
El territorio es poco favorable para la producción agrícola. Esto, aunado a la escasez de recursos naturales explotables, ha contribuido a la emigración, en su mayoría definitiva, de los pueblos chocholtecos durante las últimas cinco décadas. Otras causas complementarias que provocan la migración es la falta de empleos, la carencia de centros de capacitación para los jóvenes y la obligatoriedad de cumplir con los cargos públicos de la administración civil, agraria y judicial, en cada uno de los municipios, debido a que estos servicios no son remunerados.
El destino de los migrantes son las ciudades de Huajuapan de León, Oaxaca; Tehuacán, Puebla; la Zona metropolitana del valle de México; el norte del país y Estados Unidos.

### Infraestructura
Hasta 1940 no existían carreteras en el área chocholteca. Fue hasta 1945 cuando se construyó el tramo de la carretera internacional que pasa por el sur del territorio chocholteco; posteriormente, se hicieron caminos de acceso a todas las cabeceras municipales.
En 1967 se introdujo la electricidad en la cabecera distrital de Coixtlahuaca, San Cristóbal Suchixtlahuaca y Santa María Nativitas. Después se fueron electrificando otras poblaciones chocholtecas.
Desde las primeras décadas del siglo XX se llevaron a cabo actividades tendientes a proteger los sitios de captación de agua para uso doméstico, entubando ésta de manantiales. Se instalaron sistemas para la distribución del agua así como tanques de almacenamiento con el mismo fin. Con posterioridad se hicieron las ampliaciones con hidrantes y finalmente se organizó la distribución a través de tomas domiciliarias.
Hasta 1949 la educación era voluntaria; a partir de los años cincuenta las autoridades municipales hicieron efectiva la educación primaria obligatoria, por lo que disminuyó en forma considerable el analfabetismo. En la actualidad, los servicios de educación primaria y jardín de niños están resueltos casi por completo; tanto las cabeceras municipales como las agencias cuentan con educación primaria completa.

## Historia
En la época prehispánica, los pueblos de Coixtlahuaca fueron densamente poblados, en algunos de ellos con vivían hablantes de diversas lenguas indígenas. El valle de Coixtlahuaca lo integraban chochos, mixtecos e ixcatecos.
Hace 2 500 años, el valle de Tehuacán también era ocupado por hablantes de chocho-popoloca; el territorio se redujo hace 1 000 años, aproximadamente, por la expansión de los nahuas hacia el sur y de los mixtecos hacia el norte.
Coixtlahuaca tuvo su mayor esplendor hacia mediados del siglo XV, época en la que acudían al mercado de ese lugar comerciantes de la Costa, del Golfo de México y del Altiplano Central, lo que indica la importancia que tuvo en ese tiempo. Alfonso Caso, al referirse a la región de Coixtlahuaca, sostiene que ésta era el hábitat de los chochos o popolocas de Puebla.
Durante el siglo XVI, después de la Conquista, la población indígena disminuyó considerablemente debido a la hambruna, el trabajo excesivo a que fueron sometidos y las epidemias de viruela en 1520 y 1593, de sarampión en 1531, y tifo en 1576. La población chocholteca se vio afectada a tal grado que, en 1597, solo quedaba la mitad de tributarios en los pueblos de Coixtlahuaca

## Cultura

### Idiomas
Español, y chocholteco, en riesgo de desaparición.

### Vestimenta
Las mujeres se visten con vestidos largos, huaraches,un reboso que usan para cubrirse y su peinado es muy sencillo.En cuanto a los hombres usan un pantalón de manta con una camisa blanca, sus huaraches y un tipo de palia cate que usan en la cabeza

### Religión
Originalmente la población chocholteca creía en un Dios del Universo, se le denominaba Da'aní ndiú naa'rjuí, que quiere decir nuestro Padre Dios del Universo o del Cielo y también se dice: Da'andiú que es igual al Padre de Dios, o simplemente ndiú que significa Dios. A la llegada de los frailes dominicos (1550), se incrementó la conversión de la población a la religión católica.
Los chochos, como la mayoría de los grupos indígenas de México, han sido influenciados en todos los aspectos de su vida por la religión católica. Solo conservan algunos elementos relacionados con su antigua religión, como el de formar montones cónicos de piedras, que son colocados por los viajeros en los caminos que unen a los pueblos chochos. La razón de esta costumbre es la creencia de que si salen de viaje y no colocan estas piedras, no regresarán a su pueblo. Es común también oír hablar de curanderos en algunos pueblos chochos, que realizan diversos trabajos para curar enfermos y se asegura que invocan los espíritus de sus antiguos dioses.
La religión que profesan los chochos es una mezcla de catolicismo y de religiosidad prehispánica, predominando de manera clara la primera, puesto que los acontecimientos más importantes de su vida y sus ceremonias como el bautismo, la comunión y los auxilios espirituales en caso de muerte son ritos católicos.∆

### Vivienda
En su mayoría, las viviendas eran de "cercos" en vez de muros; éstos se construían a base de "quiotes", o sea el tallo del maguey, y de varas y carrizo. En la actualidad se ha incrementado la construcción con tabique o adobe. Los techos que antiguamente eran de pasto, palma o popote (tallo del trigo)también se llegó a usar el zotol, una planta de la región la que se introducía en líneas de quiotes partidos, ahora son de losas de concreto, que cada día aumentan en toda la microrregión. Los pisos, antes apisonados y a veces de ladrillo, ahora son de concreto.

### Artesanías
Las actividades más importantes, por involucrar a un mayor número de artesanos, eran la elaboración de cobijas "lanillas" y gabanes (cotones) de lana que obtenían del ganado ovino de la región, y los sombreros de palma. La actividad textil ha disminuido considerablemente, aún subsiste el tejido de sombreros de palma y de fibra sintética, aunque también tiende a desaparecer, por la poca demanda que tiene, debido a que otros pueblos se han convertido también en tejedores de sombreros, saturándose la oferta en el mercado.

### Salud
Los chochos consideran generalmente que las enfermedades son un castigo de Dios, consecuencia del comportamiento individual, y que se curan, en muchos de los casos, haciendo alguna "promesa", ante determinada imagen de Cristo o de la Virgen María, además, del uso de la medicina "casera" a base de raíces, hojas y flores de determinadas plantas. Las curaciones también se hacen a base de "limpias" con huevo de gallina o guajolote y con hierbas, o mediante la "toma" de algunos preparados. Otras formas de atender la salud es "jalar el pulso", y "sobar" o dar masaje a las partes con malestar